# Тэннер, Джон Райли
Джон Райли Тэннер (англ. John Riley Tanner; 4 апреля 1844 — 23 мая 1901) — американский политик, губернатор штата Иллинойс от Республиканской партии в 1897—1901.

## Ранняя жизнь
Джон Райли Таннер родился на ферме недалеко от города Бунвилл в округе Уоррик, штат Индиана. Его семья переехала в штат Иллинойс, когда он был ребёнком, он вырос на хуторе близ Карбондейл.
Поступил в пехотный 98-й полк Иллинойса в возрасте 19 лет, во время гражданской войны. Когда 98-й пехотной полк расформировали в июне 1865 года, Тэннер был переведен в 61-й пехотной полк. После расформирования 61-го полка он вернулся в южный Иллинойс и поселился в округе Клэй.
Умер 23 мая 1901 года, похоронен на кладбище Oak Ridge Cemetery в Спрингфилде, штат Иллинойс.

## Наследие

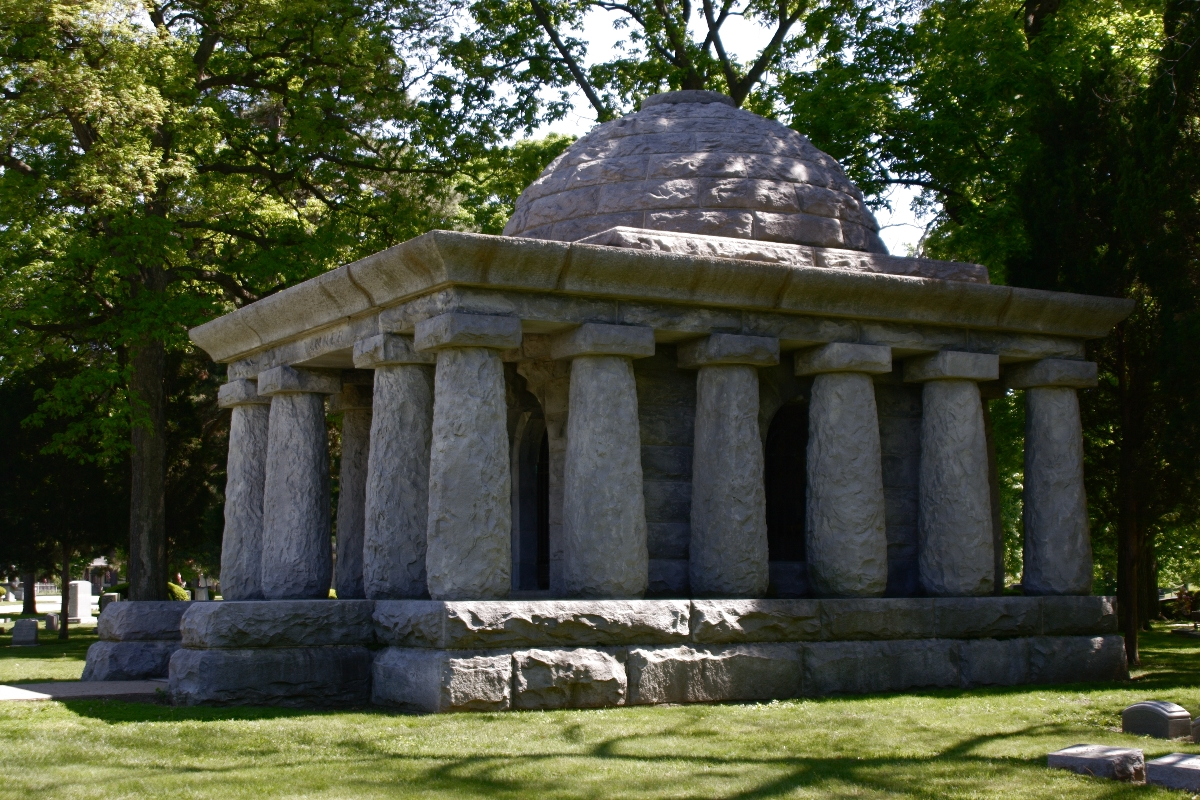
Мавзолей, в котором похоронен Д. Тэннер

Джон Тэннер выступал против использования насилия, а также высказались за равные права афроамериканцев. Но его принципы не были активно поддержаны ни одним из успешных политиков.
Тэннера с любовью вспоминали как профсоюзы, так и афроамериканцы, которые получили пользу от его политики. Их пожертвования помогли построить мавзолей, в котором сейчас похоронен Джон Тэннер.